# El Dragón: Powrót wojownika
El Dragón: Powrót wojownika (hiszp. El Dragón) – meksykańska narco telenowela wyprodukowana przez wytwórnię Televisa, Univision, W Studios i Lemon Studios. W rolach głównych wystąpili Renata Notni i Sebastián Rulli.
W Polsce obydwa sezony dostępne są na platformie Netflix.

## Fabuła
Tokijski finansista powraca do rodzinnego Meksyku, by przejąć kontrolę nad kartelem po swoim dziadku. Spróbują mu jednak w tym przeszkodzić dwaj wrogowie.

## Obsada[1]
- Sebastián Rulli
- Renata Noti
- Irina Beava
- Juan Pablo Gil
- Roberto Mateos
- Cassandra Sanchez Navarro